# Léandre Bizagwira
Léandre Bizagwira (né le 9 juin 1981 à Gisenyi au Rwanda) est un joueur de football international rwandais, qui évoluait au poste de défenseur.

## Biographie

### Carrière en club
Léandre Bizagwira réalise l'intégralité de sa carrière au Rwanda. Il joue en faveur des Étincelles de Gisenyi puis du Kiyovu Sports.

### Carrière en sélection
Léandre Bizagwira joue en équipe du Rwanda entre 2000 et 2004. Il reçoit notamment 10 sélections entre 2003 et 2004.
Il participe avec l'équipe du Rwanda à la Coupe d'Afrique des nations 2004 organisée en Tunisie. Lors de cette compétition, il joue deux matchs : contre la Tunisie, et la Guinée.
Il dispute deux matchs rentrant dans le cadre des éliminatoires du mondial 2002, et cinq matchs comptant pour les éliminatoires du mondial 2006, avec pour résultats deux victoires, deux nuls et trois défaites.